# Герб на Чад
Националният герб на Чад е създаден и приет като официален държавен символ през 1970 година. Представлява щит, над който е изобразено изгряващо слънце. От двете му страни има щитодръжци козел и лъв, а под основата има орден и лента с националния девиз на френски език, който гласи: Обединение, работа, прогрес!. Слънцето символизира новото начало, а сините пречупени линии — езерото Чад. Козелът е символ на северните части на страната, където населението се занимава предимно с животновъдство, лъвът, един от най-големите обитатели на саваната, представя южните части. Орденът, изобразен в герба на страната, е националното отличие на Чад.
| Портал | Портал „Африка“ съдържа още много статии, свързани с Африка. Можете да се включите към Уикипроект „Африка“. |